# Scambiatore a spirale
Con la denominazione di scambiatore a spirale si definiscono in realtà due tipi diversi di scambiatore di calore:
- scambiatore a spirale in lamiera
- scambiatore a spirale a blocchi.

Gli scambiatori a spirale hanno un impiego relativamente marginale e sono usati soprattutto per il loro ridotto ingombro.

## Scambiatore a spirale in lamiera

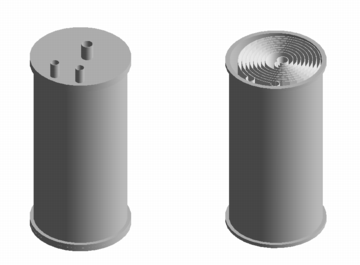
Scambiatore a spirale in lamiera

Lo scambiatore a spirale in lamiera è lo scambiatore a spirale vero e proprio, in cui una lamiera è avvolta a spirale con un passo costante, e collegata all'esterno in modo da formare due camere contigue.
Presenta un fattore di impaccamento (dato dal rapporto tra area di scambio termico e volume dell'apparecchiatura) pari a circa 25 m2/m3 e può operare fino ad una temperatura di circa 400 °C e una pressione di circa 20 bar.
Rispetto agli scambiatori di calore a fascio tubiero e mantello presenta delle perdite di carico minori, gradi di corrente maggiori (sempre uguali a 1) e sono facili da pulire.

## Scambiatore a spirale a blocchi

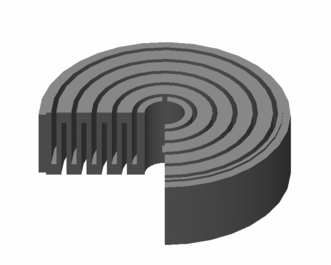
Scambiatore a spirale a blocchi

Lo scambiatore a spirale a blocchi è un modello in cui vengono praticati solchi più o meno concentrici in una massa solida, all'interno dei quali circolano i fluidi dei due lati, per cui è in realtà una variante dello scambiatore a blocchi.
Può essere costruito in materiali speciali (ad esempio grafite impregnata).